# Farba reaktywna

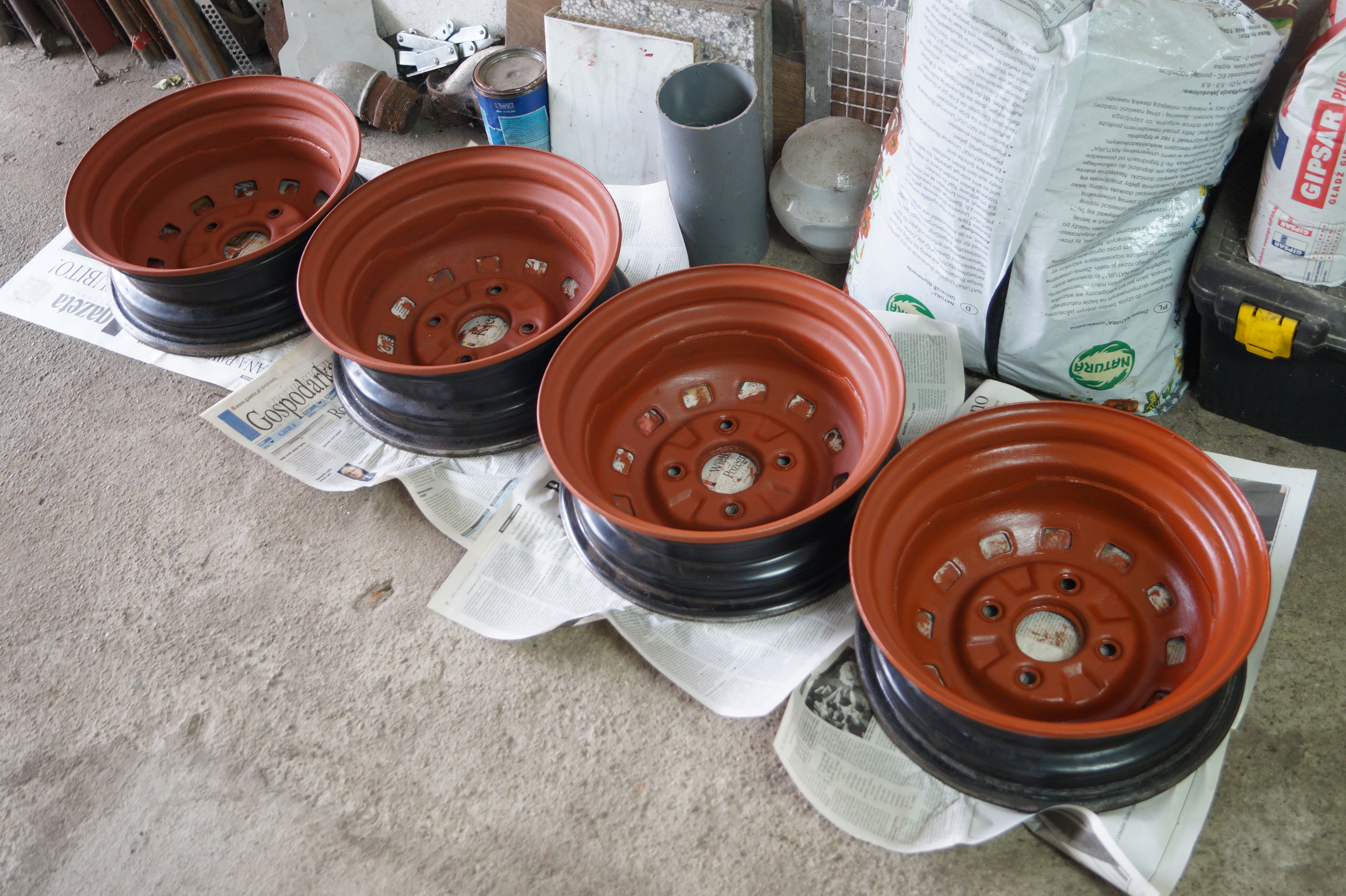
Zaminiowane felgi stalowe

Farba reaktywna – farba do przygotowania powierzchni metali w celu:
- zwiększenia przyczepności następnej warstwy lakierniczej
- ochrony przed korozją

Farba reaguje chemicznie z metalem tworząc powłokę wytrzymałą mechanicznie, odporną na działanie soli, benzyny, olejów mineralnych. Dzięki działaniu pasywującemu powłoka ściśle przylega do metalu zapewniając trwałość malowania. Nie jest konieczne odrdzewianie malowanych elementów, natomiast muszą one być odtłuszczone.
Farbę reaktywną chemicznie można też zastosować do druków zabezpieczonych, przy czym:
- napis wykonany tą farbą ukazuje się po użyciu specjalnego pisaka[1]
- fragmenty druku zabezpieczającego znikają lub blakną w kontakcie z rozpuszczalnikami[2]